# Bogdan Stanoevici
Bogdan  Stanoevici (n. 22 ianuarie 1958, București, România – d. 12 ianuarie 2021, București, România) a fost un  actor și politician român. A fost absolvent al I.A.T.C. „I. L. Caragiale”, promoția 1982. În mai 1989 s-a stabilit prin căsătorie în Franța, unde și-a continuat cariera. S-a restabilit în România în 2011.

## Cariera profesională și politică

### Ministru delegat pentru relațiile cu românii de pretutindeni
Între 5 martie și 17 decembrie 2014 a fost ministru delegat pentru relațiile cu românii de pretutindeni în guvernul Victor Ponta. A căpătat notorietate în timpul mandatului său,  între cele două tururi de scrutin, când și-a exprimat părerea în legătură cu românii din afara granițelor care nu au putut vota și au protestat. Acest lucru a condus la cererea demisiei de către manifestanții din țară și din afară.
A mai fost secretar de stat al Ministerului Culturii începând din ianuarie 2015 până în decembrie 2015, când a fost demis din această funcție.‪

### Director al Circului Globus
A fost numit director general interimar al Circului Globus din București în perioada 2017–2020. La 3 februarie 2020, i-a încetat contractul de management după o misiune de control efectuată de Corpul de Control al primarului general, din care rezulta un management defectuos la nivelul instituției, atât în calitate de angajator cât și în calitate de ordonator terțiar de credite.

### Candidat la președinția României
La alegerile prezidențiale din noiembrie 2019 a candidat ca independent, obținând 0,43 % din voturile exprimate în primul tur.

### Activist politic și mișcarea antivaccinistă
În contextul pandemiei de COVID-19 din anul 2020 s-a remarcat prin participarea la protestul antivacciniștilor în Piața Victoriei, cerând „imunizare naturală” și demisia guvernului Orban. Un protest asemănător, al antivacciniștilor, avusese loc în urmă cu o zi, în Bulgaria. În cele din urmă s-a îmbolnăvit de COVID-19 și a făcut o formă gravă a bolii.

### Candidat la Primăria Municipiului București
La alegerile locale din 27 septembrie 2020 a candidat din partea Partidului Social Democrat Independent pentru funcția de Primar General al Municipiului București, scrutin la care a obținut 2.324 voturi, adică 0,35% din totalul voturilor exprimate.

### Candidat pentru un mandat de deputat
La alegerile parlamentare din 6 decembrie 2020 a candidat din partea PER pentru un mandat de deputat, scrutin la care PER a obținut 65.808 de voturi, adică 1,12 % din totalul voturilor exprimate.

### Filmografie
- 1977-1989 în România - 13 lungmetraje, între care:
- Eu, tu, și... Ovidiu (1978) – tânărul care cântă la chitară
- Tridentul nu răspunde (1980), regia: Șt. Traian Roman
- Destinația Mahmudia (1981), regia: Alexandru Boiangiu
- Trandafirul galben (1982)
- Melodii la Costinești (1983), regia: Constantin Păun
- Să mori rănit din dragoste de viață (1984)
- Noi, cei din linia întîi (1986) – soldatul Lică
- Sania albastră (1987) - Adrian
- Secretul lui Nemesis (1987)
- François Villon – Poetul vagabond (1987)
- Rezervă la start (1988), regia: Anghel Mora
- Dans la cage (1989), regia: Bogdan Drăgulescu
- 1995 Illusions de Salah Sermini
- 1997 La guerre de vide de Nicolas Cabos
- 1999 Bac 14 de Giovani Quene
- 2001 La Ferme de Mathieu Zeitindjioglou
- 1993 Half Spirit de Henri Barges
- 1997 Bingo de Maurice Illouz
- 2001 L'engrenage de Frank Nicotra
- 2003 Quicksand de John Makenzie
- 2004 Toronto R-V. de Andra Nicols
- 2005 Tertium non datur de Lucian Pintilie
- 2015 Cel ales de Cristian Comeaga – X
- 2018-2019 Fructul oprit, producator Ruxandra Ion – Marius Cristescu

### Televiziune
- 1979-1989 în România - 16 tele-filme
- 1992 Counterstrike de Bruno Gantillon, sezon 2, ep. 20, Ripped from the grave
- 1993 Les compagnons de Christiane Spiero
- 1997 Un petit grain de folie de Sébastien Grall
- 1998 Nemuritorul de Denis Berry, sezon 6, ep. 9, Deadly Exposure – Sears
- 1999 Stress de Jérôme Boivin
- 1999 Mélissol de Jean-Pierre Igoux, sezon 1, ep.7, Paranoïa – Radhu
- 2002 Le camarguais de Patrick Volson, sezon 1, ep.3, Paddy – Vlad
- 2002 Lyon police speciale de Dominique Tabuteau
- 2003 L'affaire martial de Jean-Pierre Igoux
- 2004 Vive mon entreprise  de Daniel Losset – Batalan
- 2004 Les Cordier, juge et flic de Éric Summer, sezon 12, ep.3, La rançon – Chailleux
- 2004 Louis la Brocante de Bruno Gantillon, sezon 8, ep. 1, Louis et les deux mousquetaires  – Dimitriu
- 2010 Merci papa, merci maman de Vincent Giovanni – Alexandru
- 2010 The Human Resources Manager de Eran Riklis
- 2011 Hard de Cathy Verney, sezon 2, ep. 1 – Arpad
- 2011 Aïcha de Yamina Benguigui, sezon 1, ep. 3, La grande débrouille
- 2012 Interpol de Franck Ollivier, sezon 3, ep. 4, Les poupée russes  – Alexei Dupond-Karlov
- 2013 Svolta de Cédric Deneubourg – Bogdan

### Teatru
- 1979-1989 în România – 10 piese de teatru, printre care : 
  - Jocul dragostei și al întâmplării (Pierre de Marivaux) de Dragoș Galgoțiu
  - Așteptând pe altcineva (Paul Ioachim) de Tudor Mărăscu
  - Între etaje (Dumitru Solomon) de Amza Pellea
- 1981 Fata din Andros (Terențiu) de Grigore Gonța
- 1991 Ces fous hypocrites (Teodor Mazilu) de Bogdan Stanoevici
- 1992 Faisons un rêve (Sacha Guitry) de Jaques Lorcey
- 1993  Le Système Ribadier (Georges Feydeau) de Bogdan Stanoevici
- 1994  Dix petits negres (Agatha Christie) de Marc Lesage
- 1995 Dr. Jekill & Mr. Hyde (Robert Louis Stevenson) de Marc Lesage
- 1996 Le Premier (Israel Horovitz) de Marc Lesage
- 1999 Les portes du ciel (Jacques Attali) de Stéphane Hillel
- 2005 Nietzsche, Wagner et autres Cruautes (Gilles Tourman) de Marc Lesage
- 2006 Luv (Murray Schisgal)

## Decesul
Cauza decesului  o constituie infecția cu Covid-19.